# Henry Pleasants
Henry Pleasants (Wayne, Pennsylvania, 12 de mayo de 1910 - Londres, Inglaterra, 2000) fue un crítico de música estadounidense.

## Biografía
Estudió piano y voz en Curtis Institute of Music, donde se doctoró en 1977. A los 19 años fue el crítico del Philadelphia Evening Bulletin donde fue su editor hasta 1942 cuando ingresó a la armada.
Sirvió como agente de inteligencia luego al gobierno en Viena, Munich, Berna y Bonn, retirándose del servicio en 1964.
Entre 1945-55 escribió para The New York Times y desde 1967 para el International Herald Tribune.
En 1955 escribió The Agony of Modern Music, seguido por Death of a Music?: The Decline of the European Tradition and the Rise of Jazz (1961), Serious Music — and All That Jazz! (1969) y The Great Singers (1966) libro referencial para los aficionados a la ópera.